# Brâznic, Hunedoara
Brâznic este un sat în comuna Ilia din județul Hunedoara, Transilvania, România.

## Monumente istorice
Biserica de lemn „Cuvioasa Paraschiva”

## Lăcașuri de cult

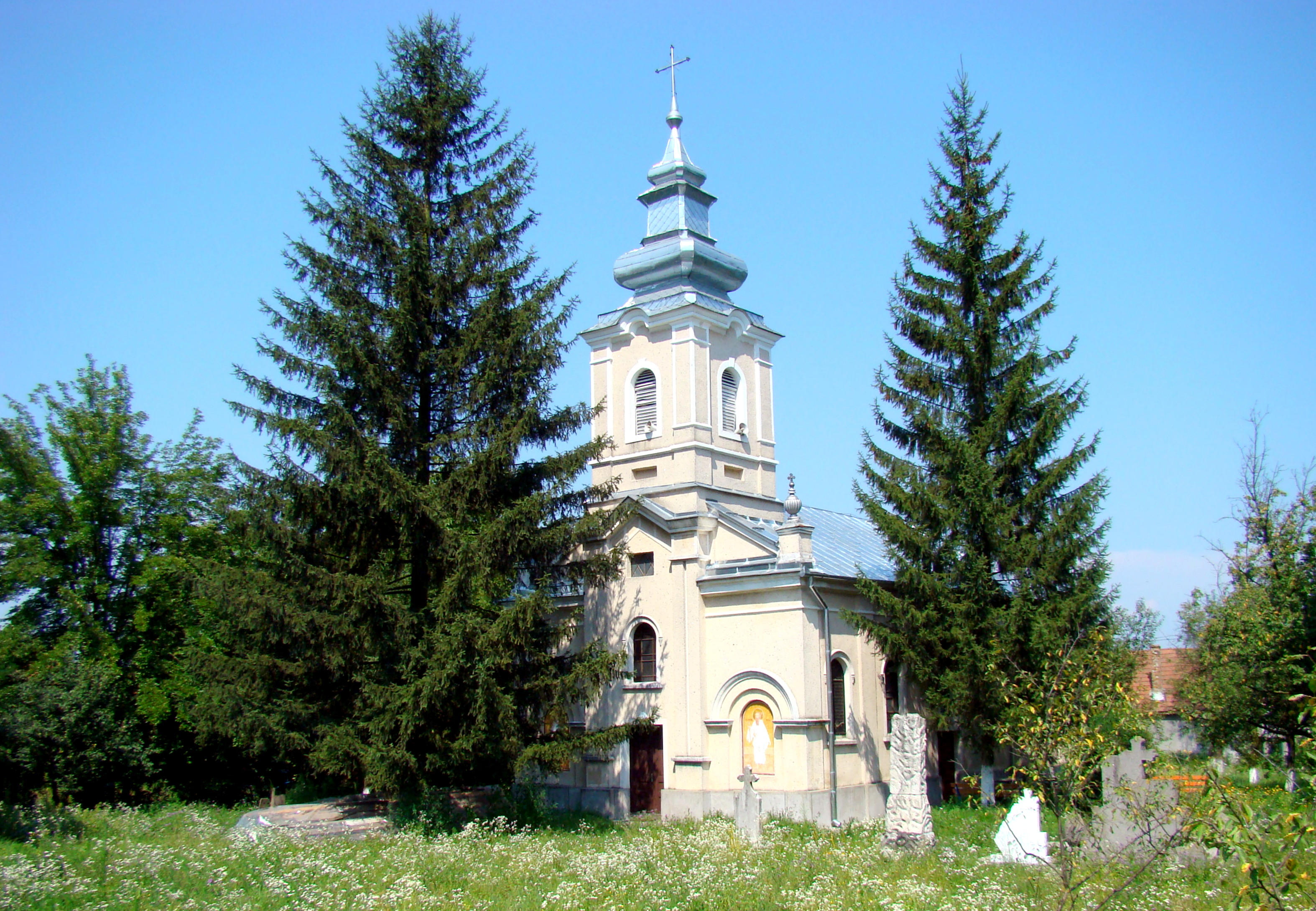
Biserica Adormirea Maicii Domnului din Brâznic

Biserica „Adormirea Maicii Domnului” a fost construită, din cărămidă, în anul 1895, în timpul păstoririi preotului Avram Barbu. Edificiul, pictat în 1993, este compus dintr-un altar semicircular nedecroșat, o navă dreptunghiulară spațioasă, compartimentată la interior în naos și pronaos, și un turn-clopotniță baroc. Accesul se face prin două uși, amplasate pe laturile de sud și de vest.

## Imagini

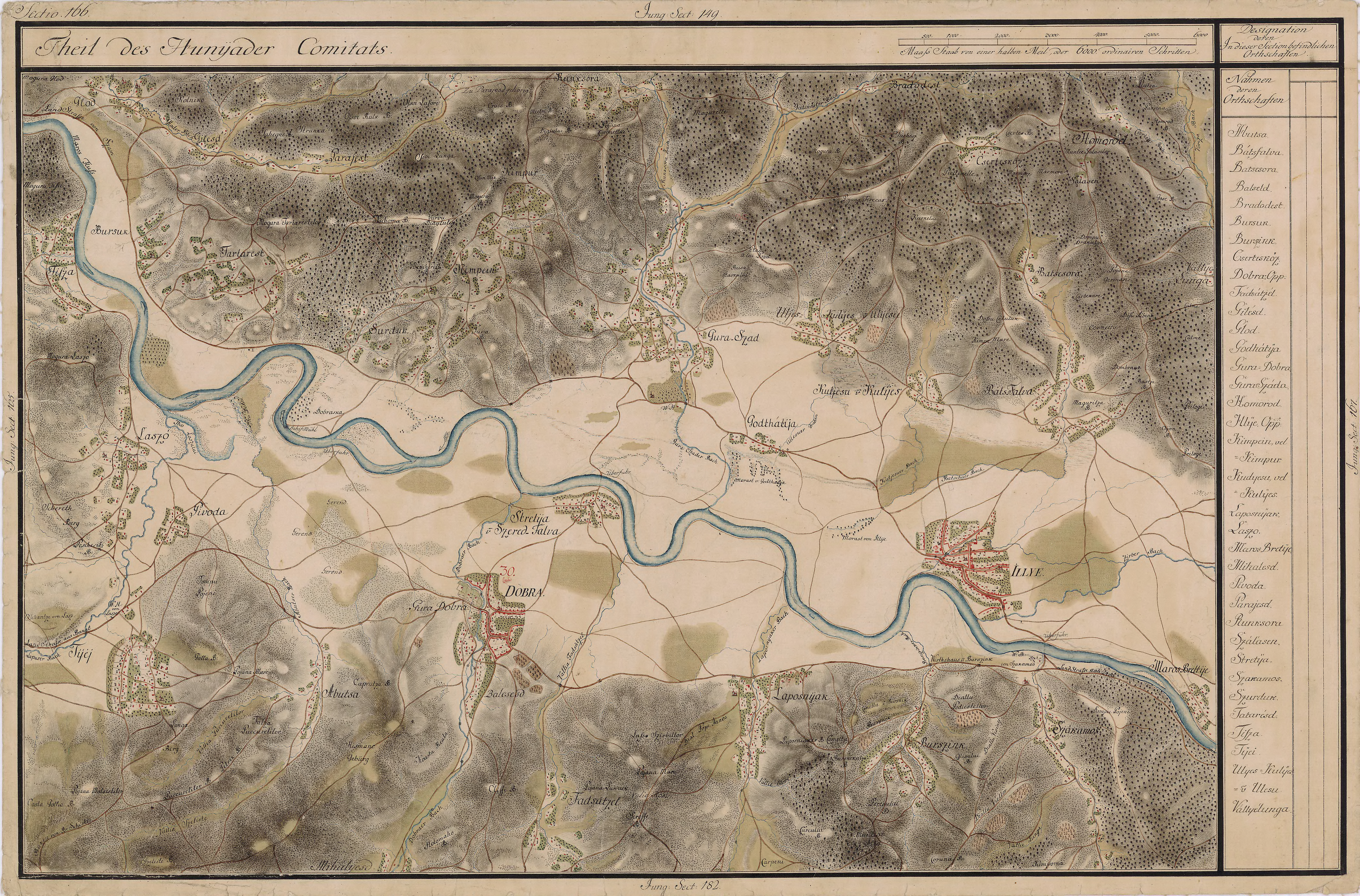
Brâznic în Harta Iosefină a Transilvaniei, 1769-1773
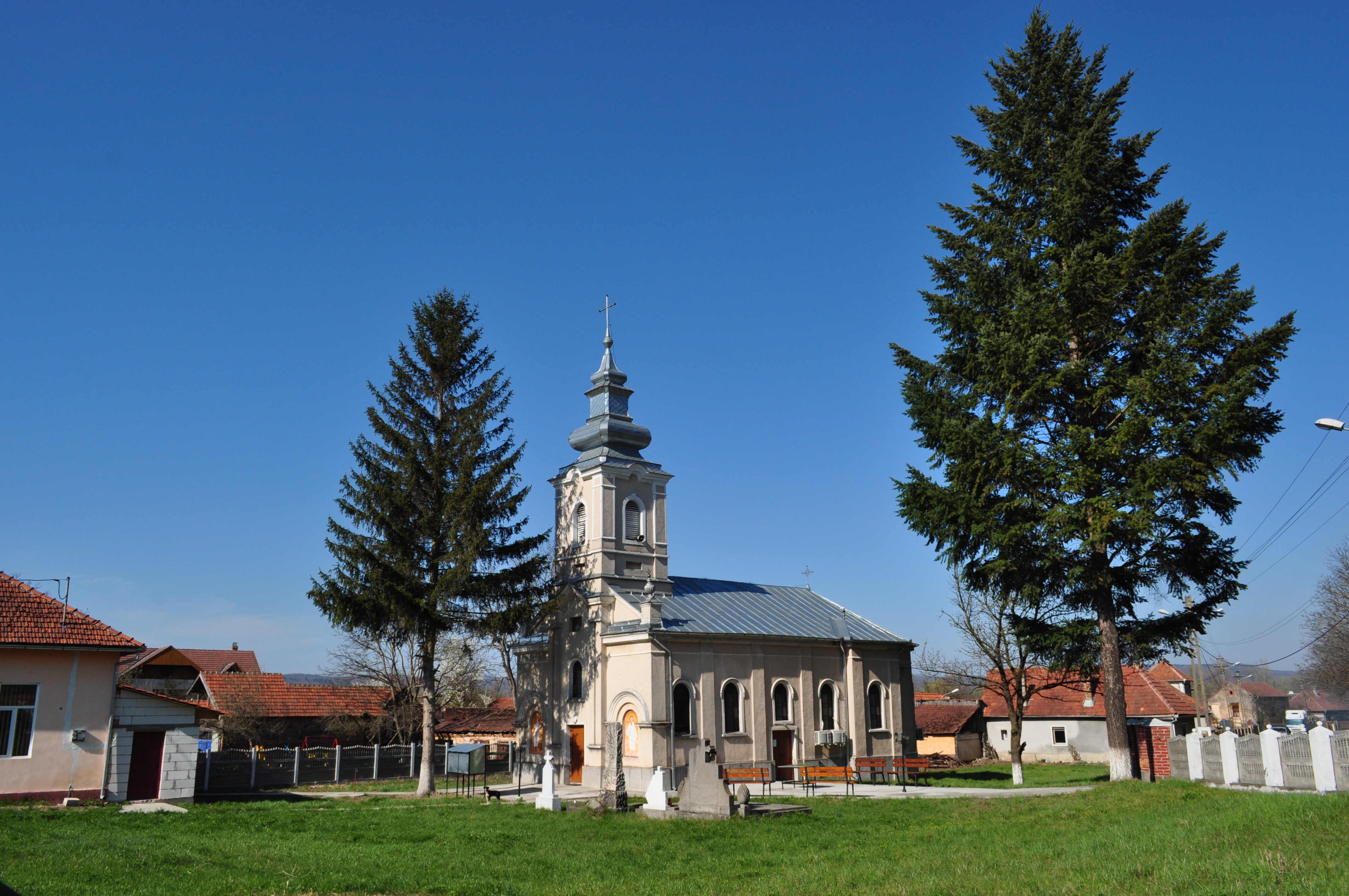
Biserica Adormirea Maicii Domnului din Brâznic
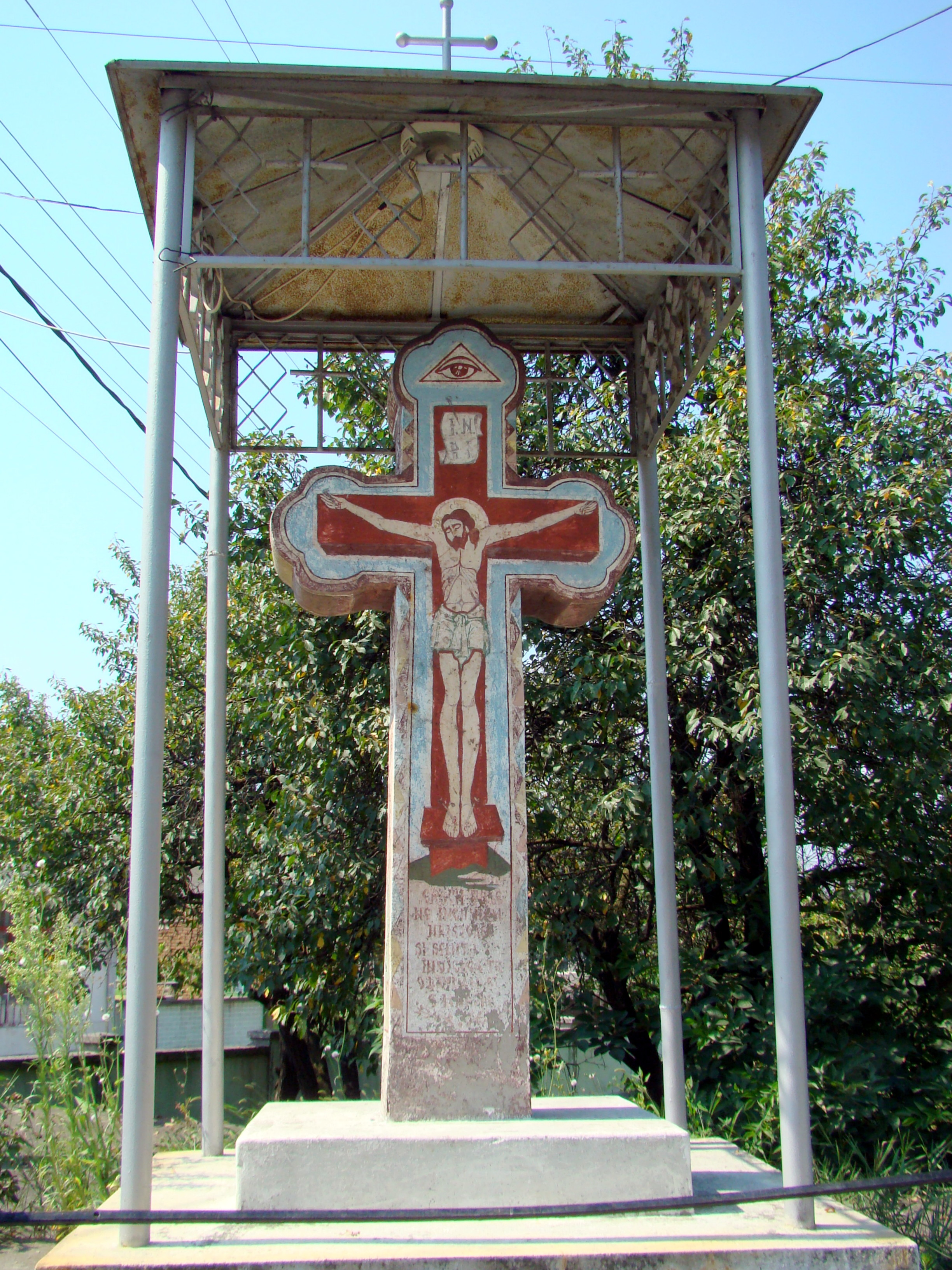
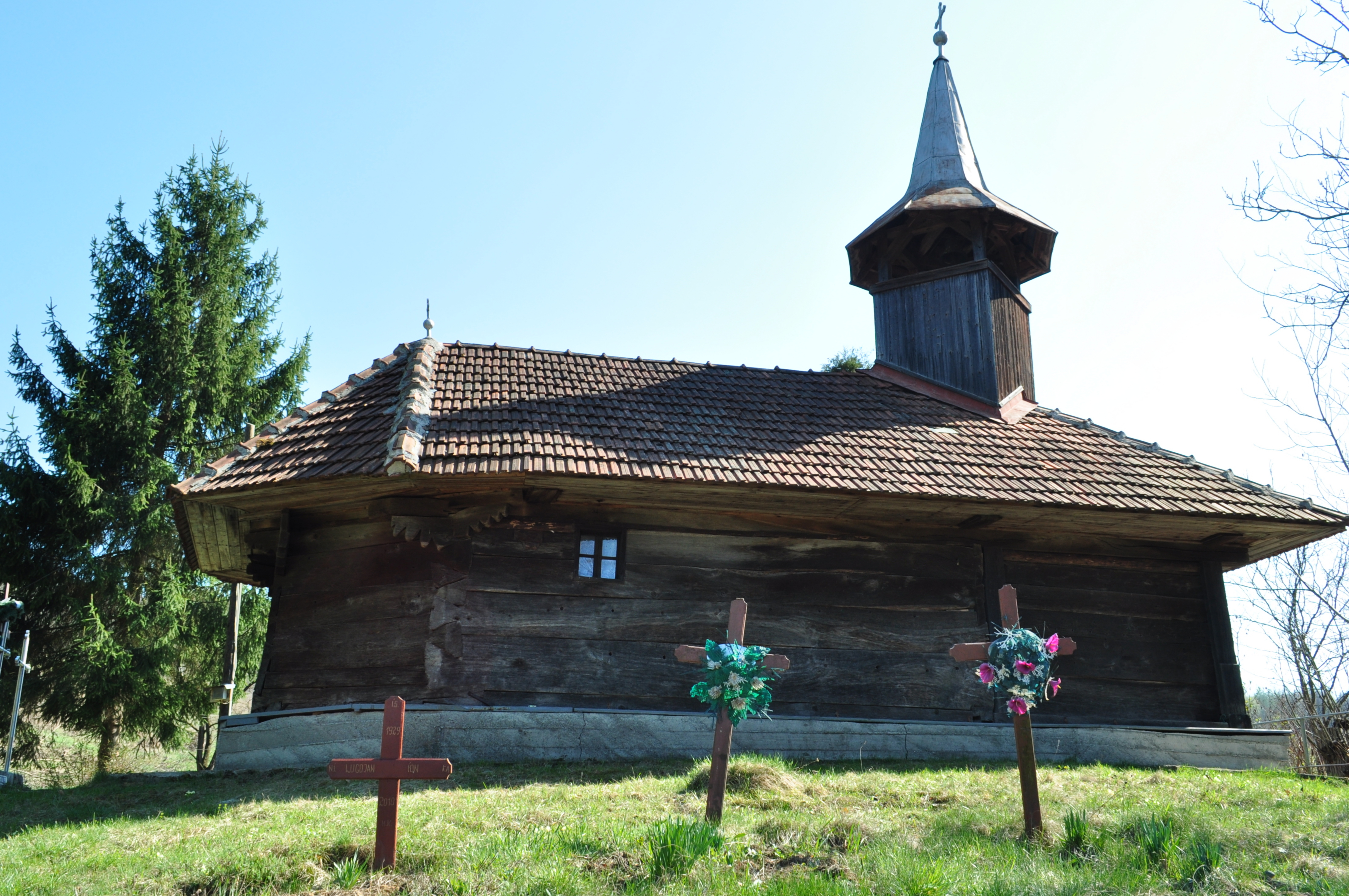
Biserica de lemn din Brâznic (monument istoric)
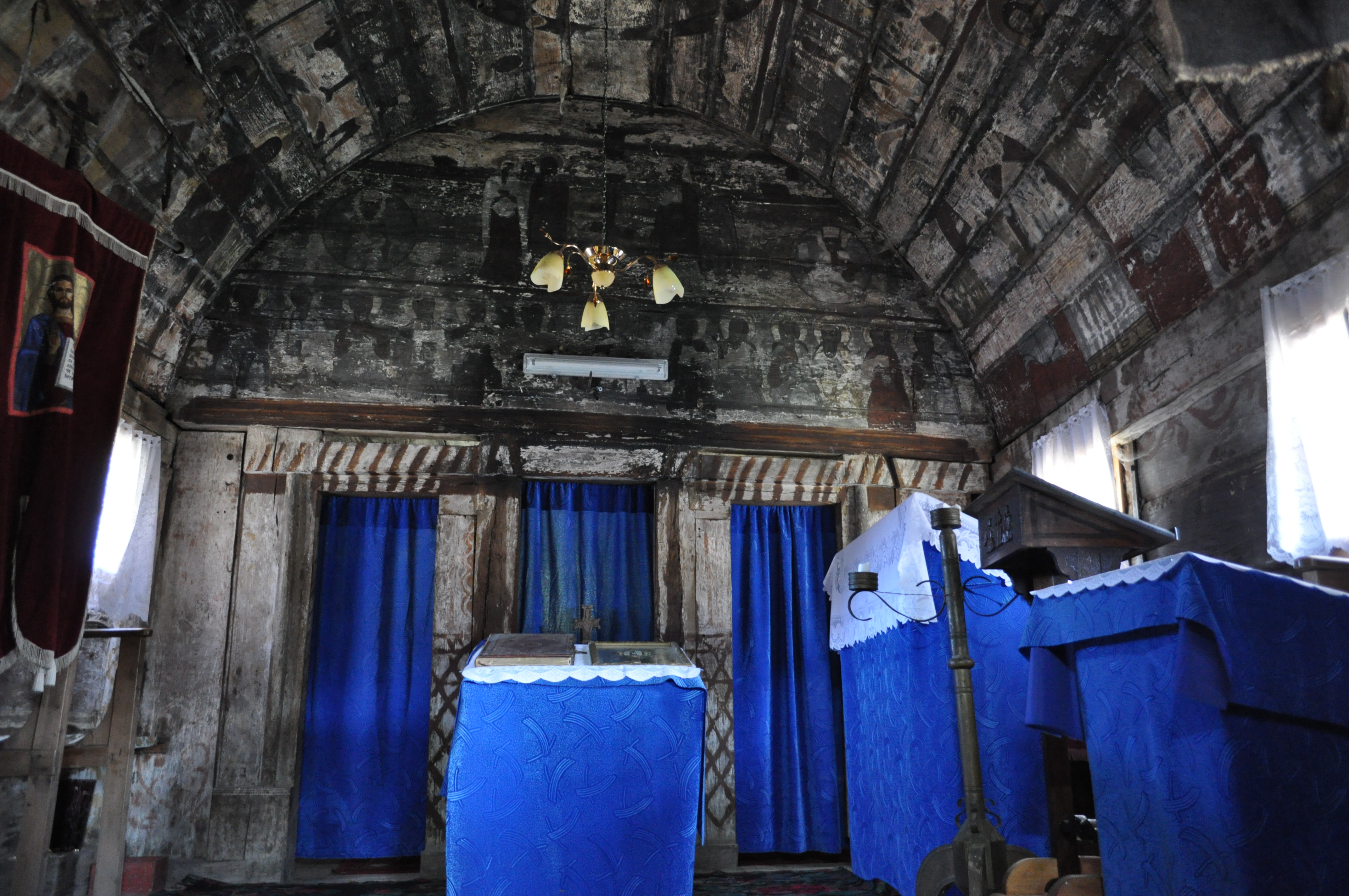
Biserica de lemn din Brâznic (monument istoric)
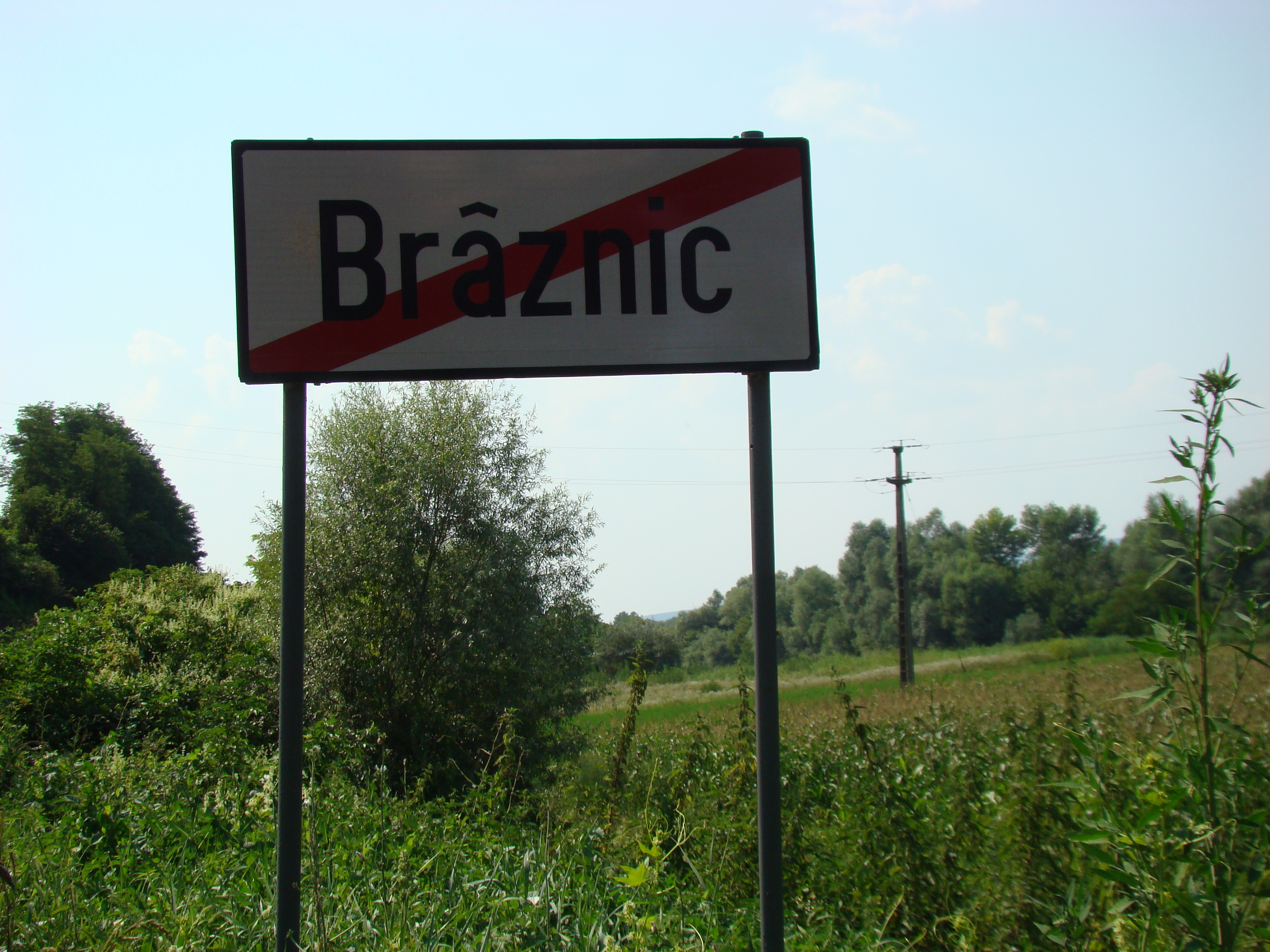
Ieșirea din localitate